# Tim Robbins
Timothy Francis Robbins (* 16. října 1958, West Covina, Kalifornie, USA) je americký herec (držitel Oscara), scenárista, režisér, producent, aktivista a muzikant. Byl dlouholetým partnerem herečky Susan Sarandonové.

## Životopis
Narodil se v Kalifornii ale vyrůstal v New Yorku. Jeho rodiči jsou herečka Mary (roz. Bledsoe) a Gilbert Robbins, hudebník. Robbins má dvě sestry – Adele a Gabrielle, a bratra Davida. V mládí se jeho katolická rodina přestěhovala do Greenwich Village. V divadle začal hrát již ve dvanácti letech. Kvůli studiu se později vrátil do Kalifornie.
Jeho herecká kariéra začala v newyorských divadlech, po studiu na univerzitě se stal spolu se svými spolužáky členem experimentální divadelní skupiny v Los Angeles. Nejdříve získával malé role ve filmech, prorazil postavou Ebbyho Calvina „Nukea“ LaLooshe ve filmu Durhamští Býci.
Přízeň kritiků a cenu za nejlepšího herce na Filmovém festivalu v Cannes mu přinesla role Roberta Altmana ve filmu Hráč. Spolu s Morganem Freemanem si zahrál ve filmu Vykoupení z věznice Shawshank, natočeném podle předlohy Stephena Kinga.
Napsal, produkoval a režíroval několik filmů se silným sociálním obsahem jako třeba kladně hodnocený Mrtvý muž přichází, kde se objevila Susan Sarandonová a Sean Penn. Za tento film získal Robbins nominaci na Oscara jako nejlepší režisér. Oscara za nejlepší mužský herecký výkon ve vedlejší roli získal Robbins za film Tajemná řeka.
V roce 2006 režíroval divadelní adaptaci novely George Orwella 1984.
Spolu s herečkou Susan Sarandonovou, se kterou má vztah od roku 1988, má dva syny – Jacka Henryho (nar. 1989) a Milese Guthrieho (nar. 1992).

## Filmografie
| Rok  | Film/seriál                          | Role                             | Poznámky |
| ---- | ------------------------------------ | -------------------------------- | --- |
| 1979 | Buck Rogers in the 25th Century      | otrok                            | 1 epizoda, nebyl uveden v titulcích |
| 1982 | St. Elsewhere                        | Andrew Reinhardt                 | 3 epizody |
| 1983 | At Ease                              | medik                            | 1 epizoda |
| 1983 | Quarterback Princess                 | Marvin                           | |
| 1984 | Legmen                               | Brewster Kingston                | 1 epizoda |
| 1984 | Hardcastle and McCormick             | Johnson                          | 1 epizoda |
| 1984 | Santa Barbara                        | muž                              | 1 epizoda |
| 1984 | The Love Boat                        | mladý Erik                       | 2 epizody |
| 1984 | Poldové z Hill Street                | Lawrence Swan                    | 1 epizoda |
| 1984 | Cínoví vojáčci                       | Bow                              | |
| 1984 | Žádná maličkost                      | Nelson                           | |
| 1985 | Fraternity Vacation                  | Larry Tucker                     | |
| 1985 | The Sure Thing                       | Gary Cooper                      | |
| 1985 | Měsíční svit                         | Frammer                          | 1 epizoda |
| 1985 | Malice in Wonderland                 | Joseph Cotten                    | |
| 1986 | Neuvěřitelné příběhy                 | Jordanův fantom                  | 1 epizoda |
| 1986 | Top Gun                              | Merlin                           | |
| 1986 | Kačer Howard                         | Phil Blumburtt                   | nominace na Zlatou malinu v kategorii Nejhorší herec ve vedlejší roli |
| 1987 | Pět rohů                             | Harry                            | |
| 1988 | Tapeheads                            | Josh Tager                       | |
| 1988 | Durhamští býci                       | Ebby Calvin 'Nuke' LaLoosh       | |
| 1989 | Rozbouřený život                     | Jeff                             | |
| 1989 | Královna krásy                       | Delmount Williams                | |
| 1989 | Erik Viking                          | Erik                             | |
| 1990 | Cadillac se slevou                   | Larry                            | |
| 1990 | Jakubův žebřík                       | Jakub                            | |
| 1991 | Tropická horečka                     | Jerry                            | |
| 1992 | Hráč                                 | Griffin Mill                     | Zlatý glóbus v kategorii Nejlepší herec v komedii nebo muzikálu nominace na cenu BAFTA v kategorii Nejlepší herec v hlavní roli                                               |
| 1992 | Bob Roberts                          | Bob Roberts                      | také scenárista a režisér nominace na Zlatý glóbus v kategorii Nejlepší herec v komedii nebo muzikálu                                                                         |
| 1993 | Prostřihy                            | Gene Shepard                     | Zlatý glóbus – zvláštní cena za nejlepší celkové obsazení |
| 1994 | Záskok                               | Norville Barnes                  | |
| 1994 | Vykoupení z věznice Shawshank        | Andy Dufresne                    | |
| 1994 | Pret-A-Porter                        | Joe Flynn                        | |
| 1994 | I.Q.                                 | Ed Walters                       | |
| 1997 | Není co ztratit                      | Nick Beam                        | |
| 1999 | Miluj bližního svého                 | Oliver Lang                      | |
| 1999 | Cradle Will Rock                     |                                  | dabing |
| 1999 | Austin Powers: Špion, který mě vojel | prezident                        | |
| 1999 | Simpsonovi                           | Jim Hope                         | 1 epizoda |
| 2000 | Mise na Mars                         | Woody Blake                      | |
| 2000 | Všechny moje lásky                   | Ian „Ray“ Raymond                | |
| 2001 | Elita                                | Gary Winston                     | |
| 2001 | Slez ze stromu                       | Dr. Nathan Bronfman              | |
| 2002 | Pravda o Charliem                    | Carson J. Dyle                   | |
| 2003 | Tajemná řeka                         | Dave Boyle                       | Oscar v kategorii Nejlepší herec ve vedlejší roli Zlatý glóbus v kategorii Nejlepší herec ve vedlejší roli nominace na cenu BAFTA v kategorii Nejlepší herec ve vedlejší roli |
| 2003 | Kód 46                               | William Geld                     | |
| 2004 | Zprávař: Příběh Rona Burgundyho      | moderátor zpráv                  | cameo |
| 2005 | Jack & Bobby                         | Robert McCallister               | 1 epizoda |
| 2005 | Válka světů                          | Harlan Ogilvy                    | |
| 2005 | Tajemství slov                       | Josef                            | |
| 2005 | Embedded                             | Sarge & Cove                     | |
| 2005 | Zathura: Vesmírné dobrodružství      | táta                             | |
| 2006 | Dotkni se ohně                       | Nic Vos                          | |
| 2006 | Králové ro(c)ku                      | cizinec                          | |
| 2007 | Noise                                | David Owen                       | |
| 2007 | Tenacious D: For the Ladies          | sebe                             | |
| 2008 | Šťastlivci                           | Cheaver                          | |
| 2008 | Město Ember                          | Loris Harrow                     | |
| 2011 | Cinema verite                        | Bill Loud                        | nominace na Zlatý glóbus v kategorii Nejlepší herec ve vedlejší roli v seriálu, minisérii nebo TV filmu                                                                       |
| 2011 | Green Lantern                        | Hammond                          | |
| 2012 | Portlandia                           | excelence                        | 2 epizody |
| 2012 | Díky za ty dary                      | Mike                             | |
| 2012 | Yi jiu si er                         | otec                             | |
| 2014 | The Spoils of Babylon                |                                  | 1 epizoda |
| 2014 | Life of Crime                        | Frank Dawson                     | |
| 2014 | Vítejte u mě                         | doktor Moffat                    | |
| 2015 | Perfektní den                        | B                                | |
| 2015 | Krize                                | ministr zahraničí Waltera Larson | |
| 2019 | Castle Rock                          | Reginald "Pop" Merrill           | |